# Kullbergska huset

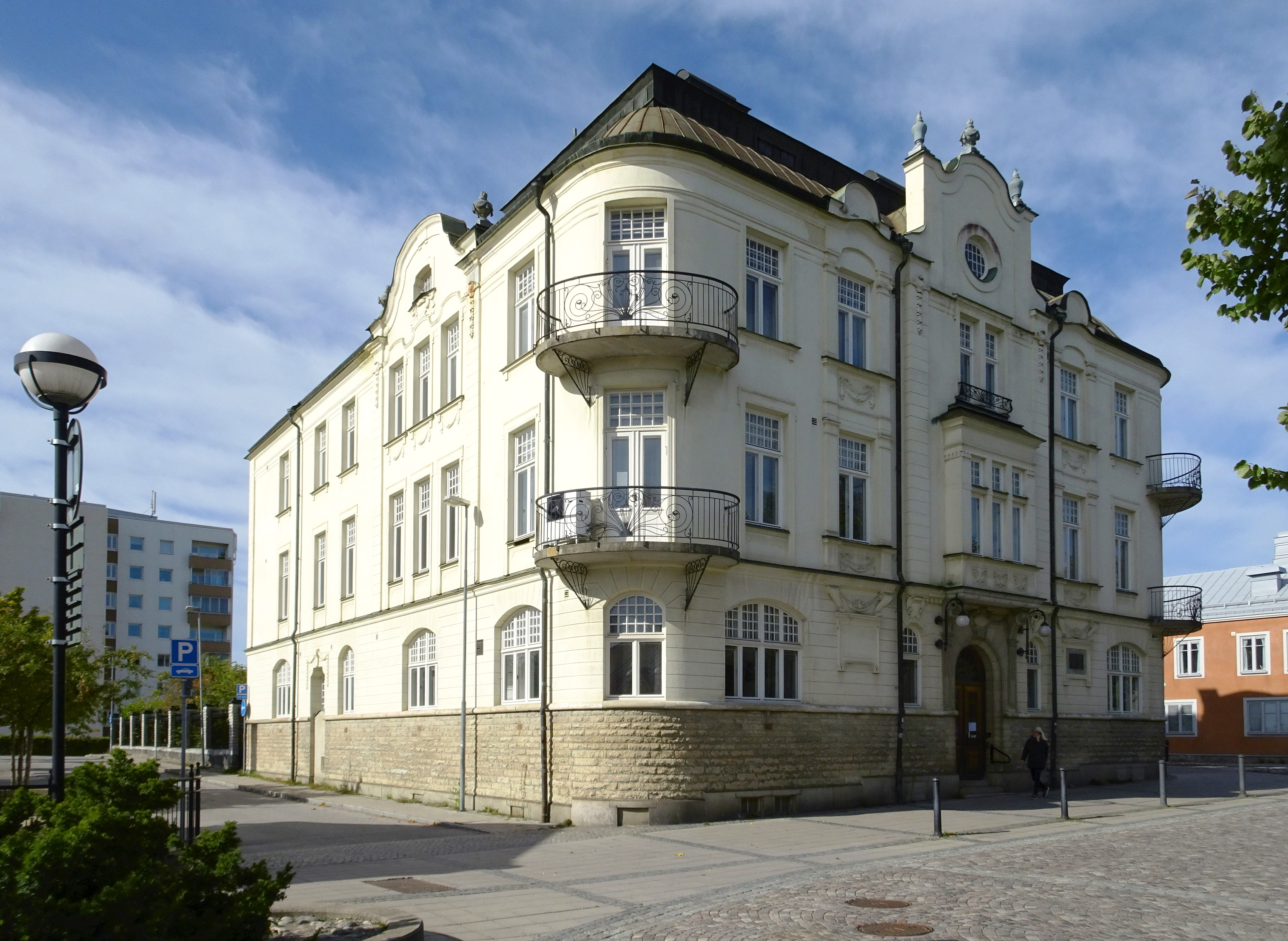
Kullbergska huset, sydöstra hörnet, september 2020.

Kullbergska huset är en kulturhistoriskt värdefull byggnad vid Storgatan 18 / Bievägen 1 i Katrineholm, Katrineholms kommun, Södermanlands län. Huset uppfördes 1902–1904 för affärsmannen August Kullberg och är uppkallat efter honom. Byggnaden ingår i Katrineholms Riksintresse för kulturmiljövården.

## Historik
| Kullbergska huset på två kolorerade vykort, entrésidan och trädgårdssidan, cirka 1910. |  | Kullbergska huset på två kolorerade vykort, entrésidan och trädgårdssidan, cirka 1910. |
| Kullbergska huset på två kolorerade vykort, entrésidan och trädgårdssidan, cirka 1910. |  |                                                                                        |

Kring sekelskiftet 1900 beslöt den framgångsrika affärsmannen från Katrineholm, August Kullberg, att låta uppföra en ståndsmässig bostad åt sig och sin familj. Huset skulle även bli huvudkontor för byggherrens företag Kullberg & Co. Tomten för nybygget låg i stadens absoluta centrum, nära Katrineholms järnvägsstation och järnvägshotellet (invigda 1862) och Katrineholms posthus (invigt 1906). Där stod även ortens första telegrafstation, öppnad 1891. Den revs 1902 för att bereda plats för Kullbergs nybygge. 
Till arkitekt anlitade Kullberg Werner Northun från Norrköping som gav huset den tidstypiska blandningen mellan den i Europa rådande jugendstilen och den nordiska nationalromantiska stilen. Byggmästare var C.V. Andersson som 1902 kom till Katrineholm som verkmästare i samband med uppförandet av Katrineholms kyrka. Han kom även att stå som byggmästare för Katrineholms posthus och Katrineholms gamla vattentorn.
Bottenvåningens fasader domineras av en grovhuggen stensockel som kontrasterar mot de sirliga balkongräckena. Taken är formgivna som säteritak med karnissvängt nedre fall. Mot väster anslöt en liten parkliknande trädgårdsanläggning med planteringar och grusade gångar.
Huset fick tre våningar med huvudfasaden mot öster och Järnvägsparken samt två flyglar åt väster. Första planet innehöll huvudkontoret för Kullberg & Co. samt bibliotek och biljardrum. De två översta våningarna var familjen Kullbergs privatbostad. Bostaden var fylld med dyrbara möbler och konst av bland andra Pehr Hilleström, Johan Tobias Sergel, Elias Martin och Per Hörberg. 
Kullbergska huset var på sin tid en av ortens mest moderna byggnader. Det fanns nymodigheter som gasuppvärmning och vattentoalett. En anläggning med hydrofor pumpade upp vatten till kök, tvätt- och badrum. 1904 flyttade Kullberg med hustru Josefine och dotter Amy in i sin ståndsmässiga bostad. Samma år ägde det stora lantbruksmötet i Katrineholm rum och mötesbyrån förlades i Kullbergska huset. Hit kom landshövding, höga myndighetspersoner från Stockholm samt länets adel och godsägare som ”kungen av Katrineholm” nu kunde ta emot i sitt nya residens.
Efter August Kullbergs död 1913 ärvdes huset av hans änka Josefina och dottern Amy. Efter moderns död 1933 blev Amy Kullberg ensam ägare. På grund av dålig ekonomi tvingades familjen 1958 sälja husets värdefulla inventarier på auktion. Rummet visas för allmänheten efter bokning.

### Historiska bilder

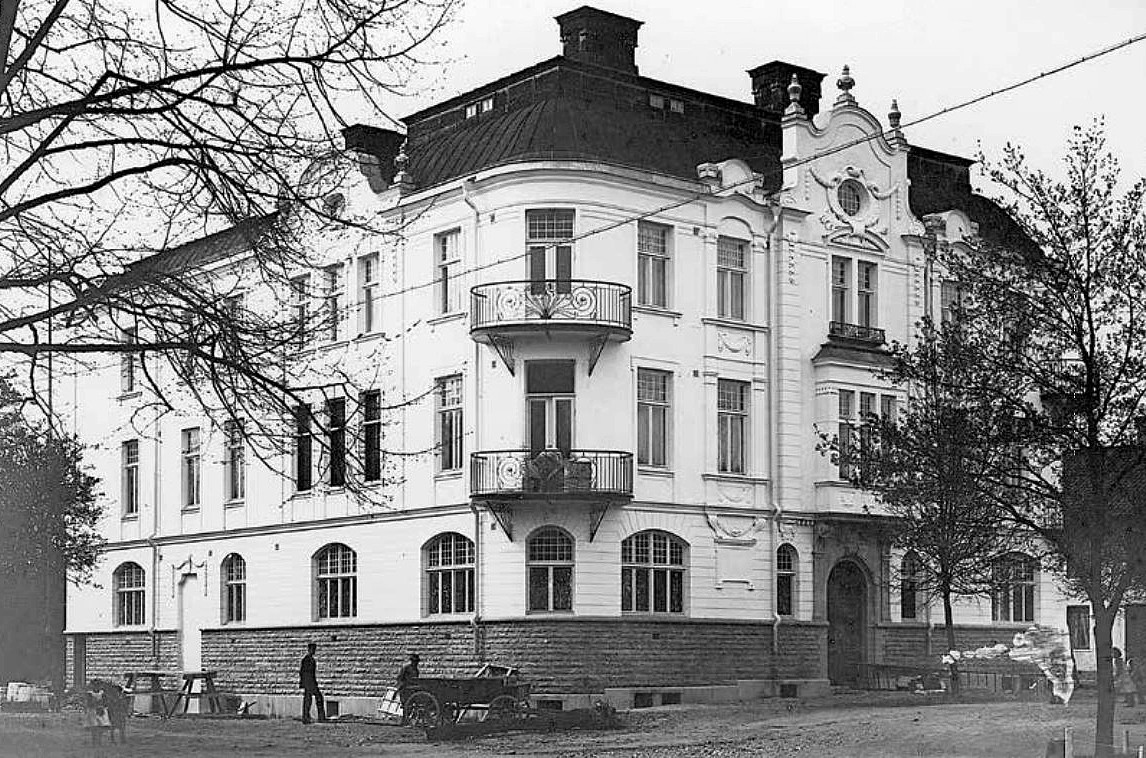
Kullbergska huset, nyss färdigställt 1904.
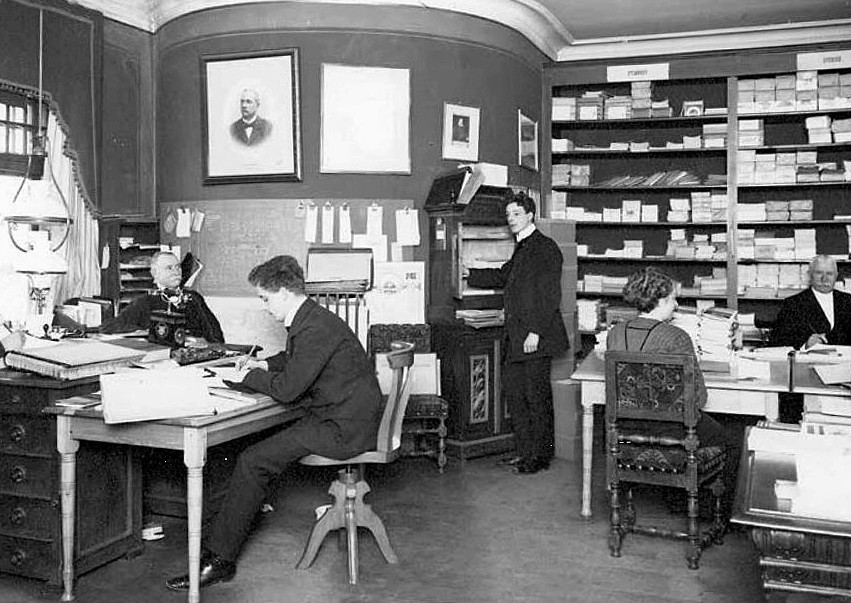
Kullberg & Co:s kontor i Kullbergska huset.
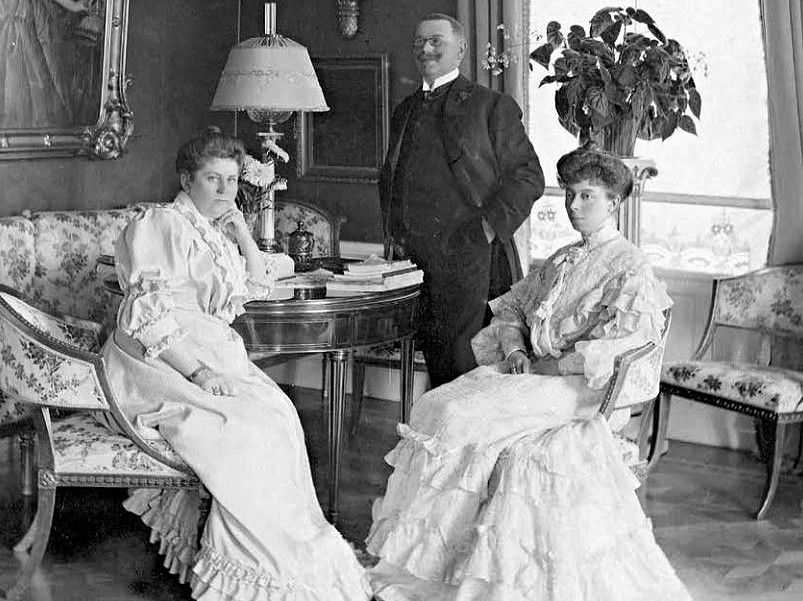
Familjen August, Josefine och Amy Kullberg.
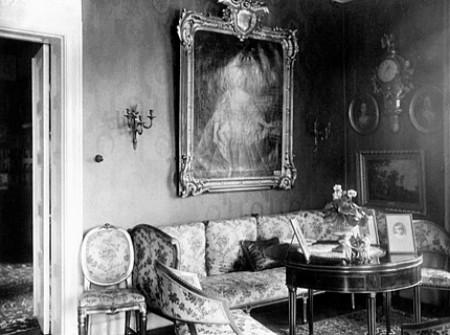
Stora salongen.

## Husets vidare öden
År 1959 avled Amy Kullberg och hennes son, Fred Kullberg, sålde fastigheten till staden. 1961 lät staden renovera huset och civilförsvarsskolan flyttade in och stannade kvar fram till 1986. Landstinget hade olika verksamheter i huset fram till 1994 då kommunen flyttade in. Idag (2020) finns delar av Viadidakts verksamheter i Kullbergska huset. Plan två rymmer utbildningslokaler, där de gamla matsalarna är arbetsplatser för högskolestuderande.
På plan 1 ligger Kullbergrummet, ett litet museum som invigdes i december 2012 där man visar föremål, foton och dokument vilka tillhört släkten Kullberg på 1800- och 1900-talen. I rummet finns bland annat August Kullbergs skrivbord. Rummet står öppet för allmänheten efter bokning vid vissa tillfällen per år.

### Nutida bilder

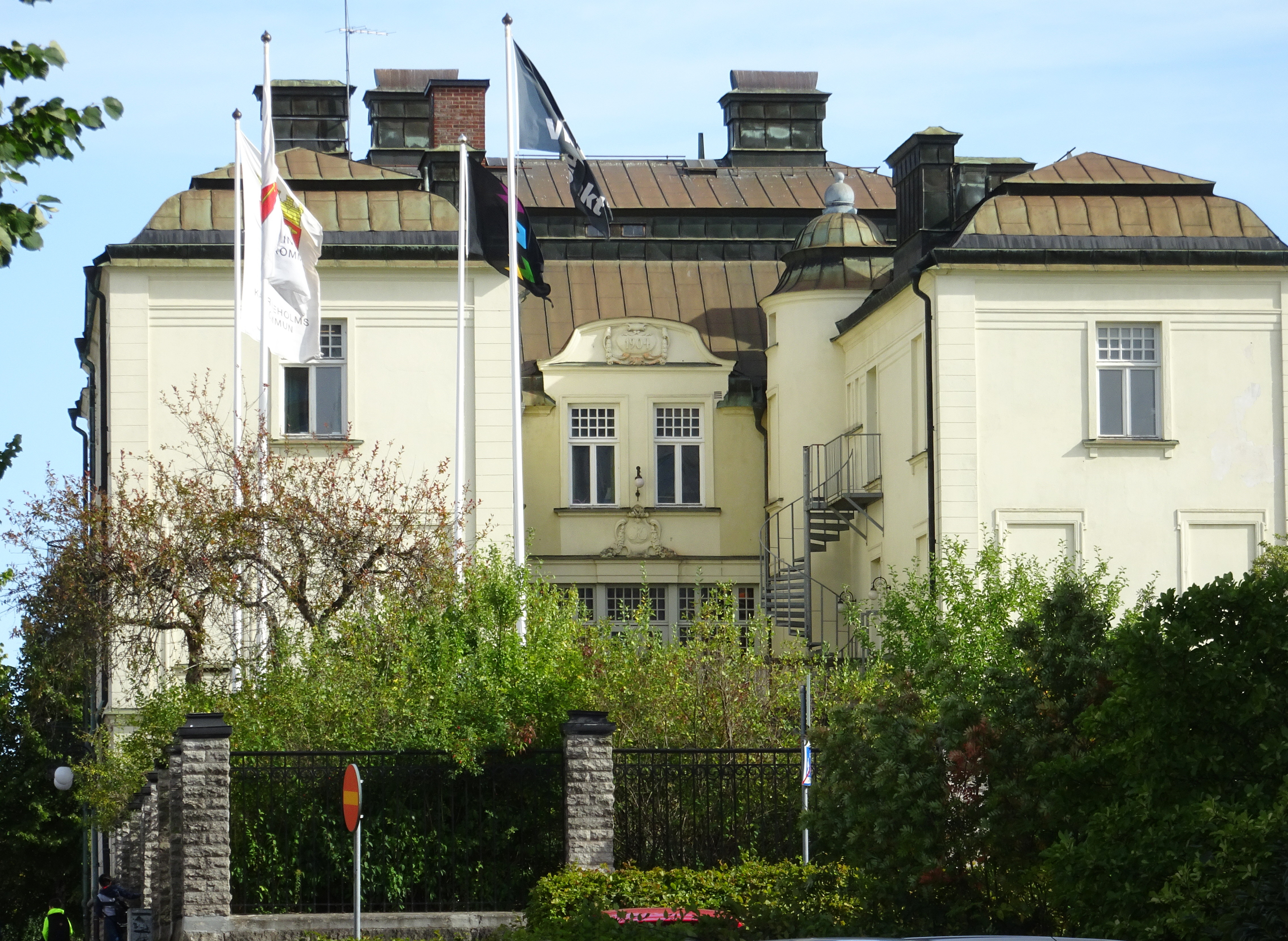
Fasaderna mot väster med trädgården i förgrunden.
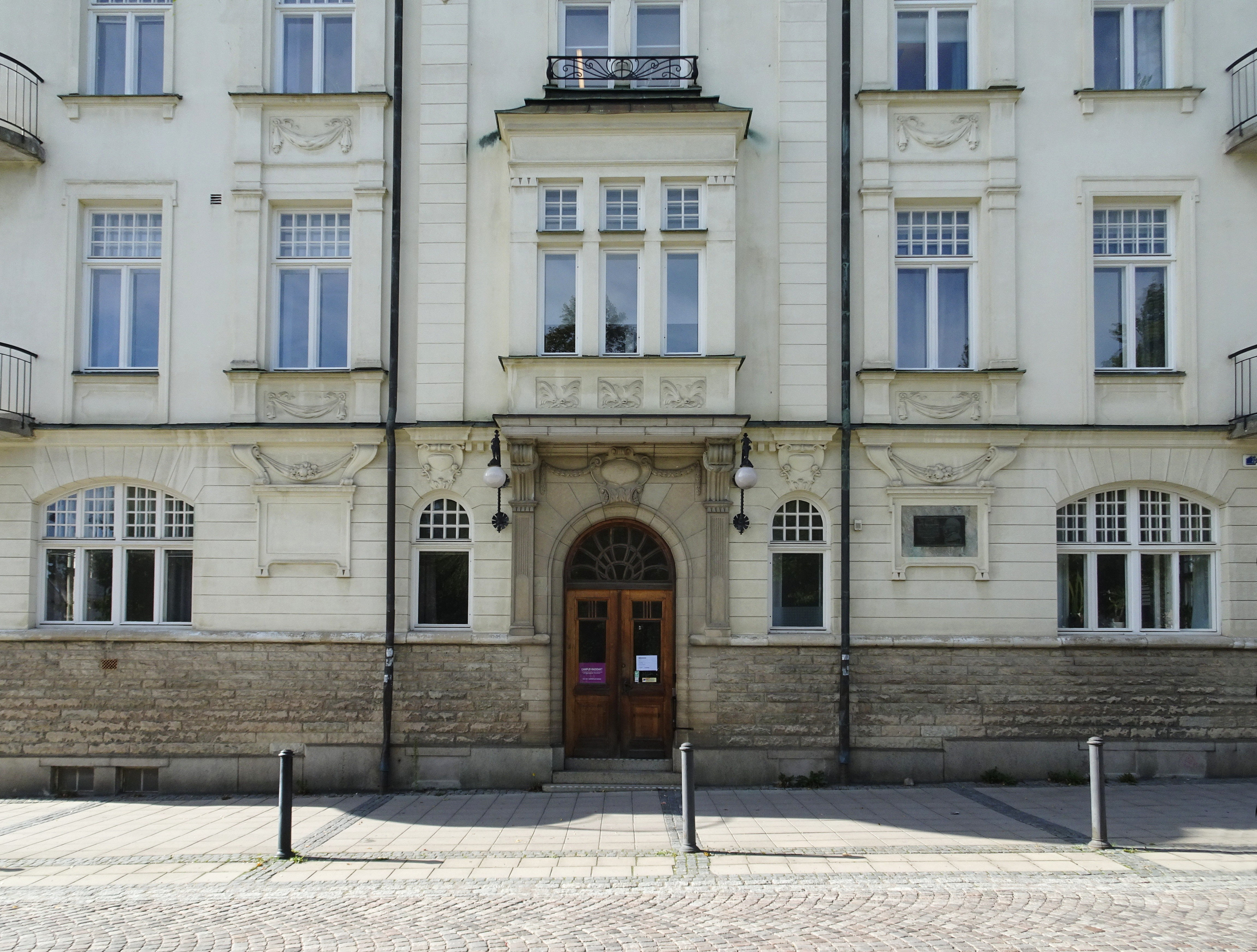
Huvudfasaden mot Järnvägsparken.
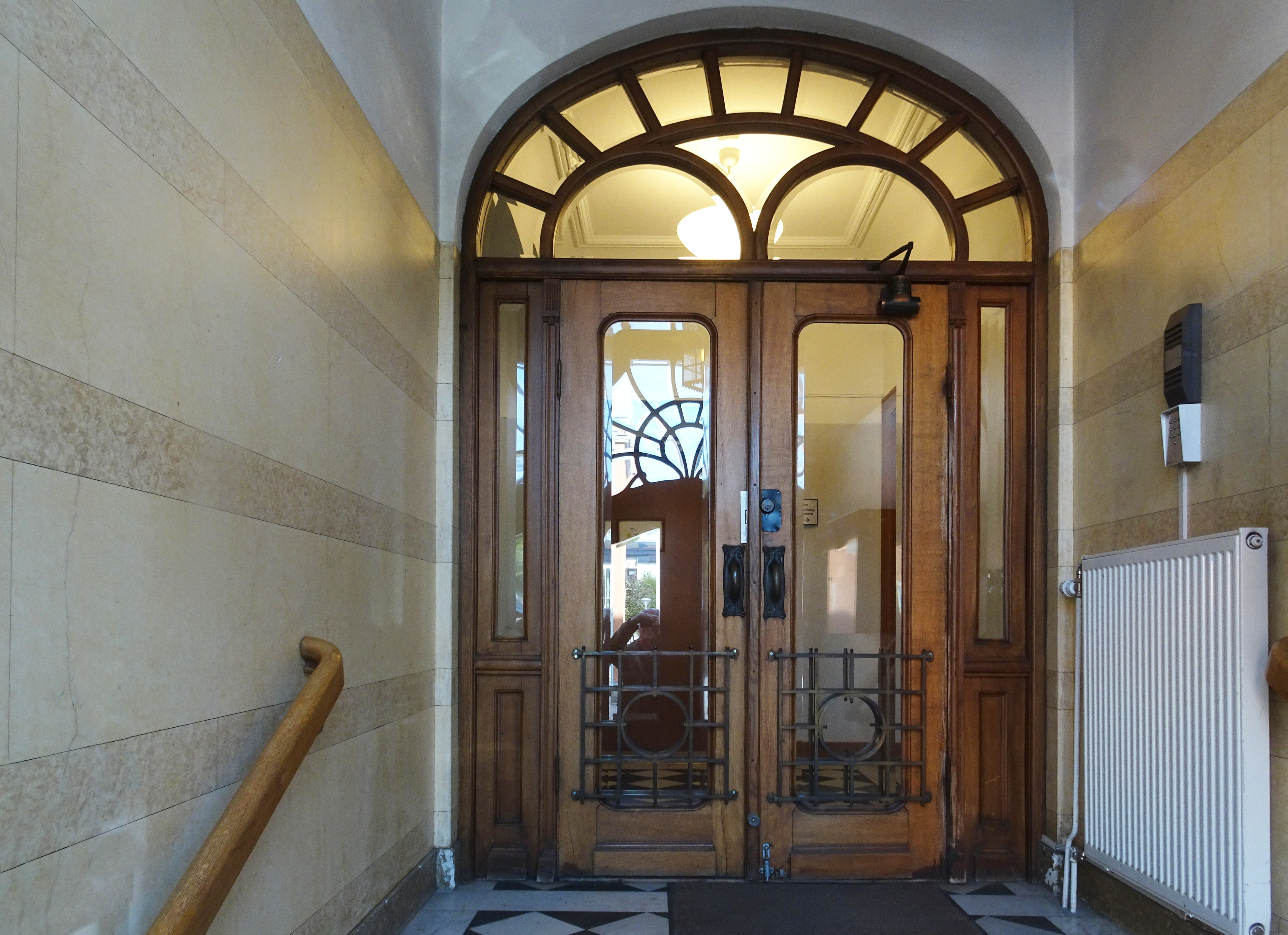
Entréhall från norra flygeln.
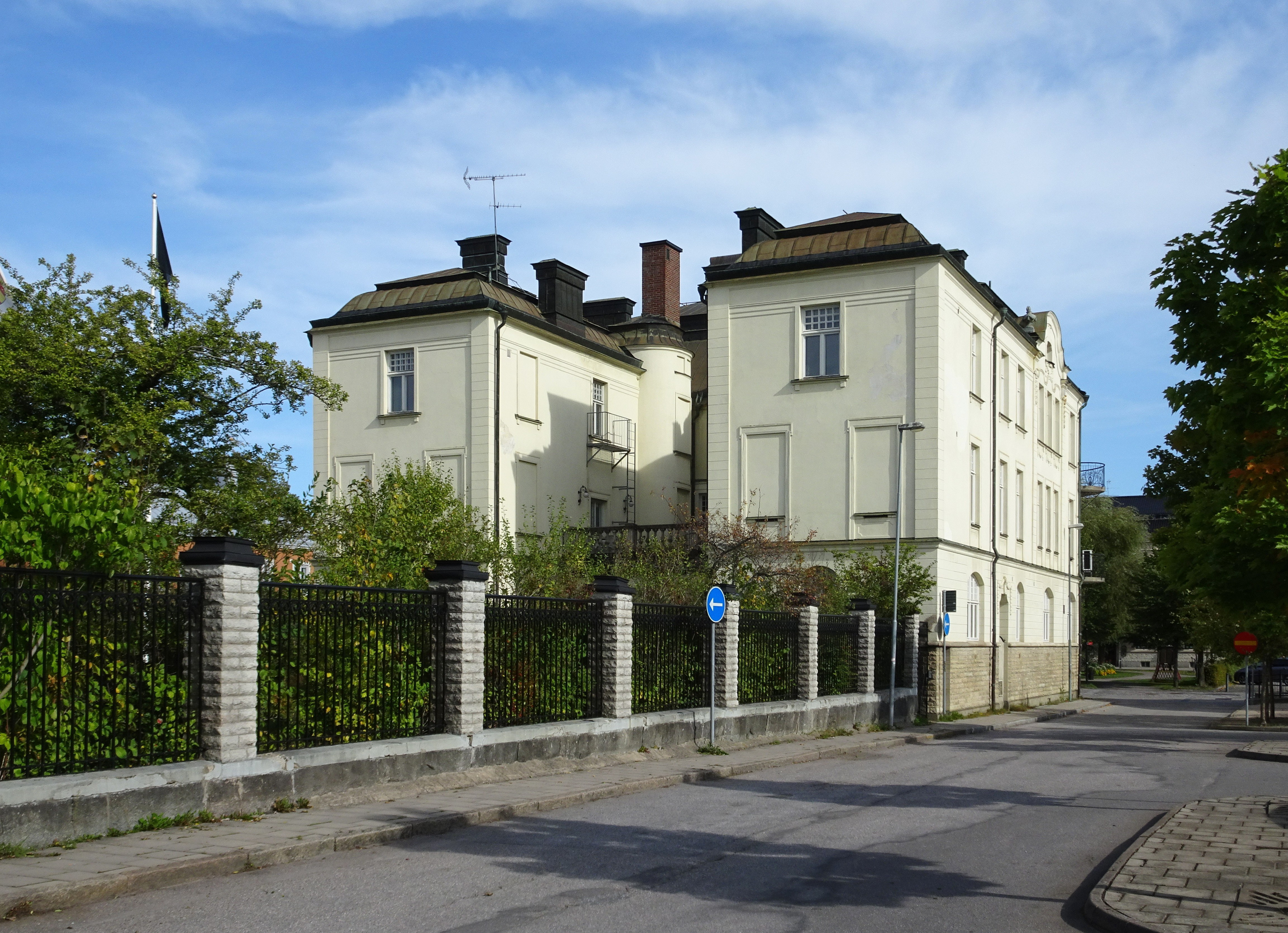
Södra flygeln sedd från Bievägen.